# El pecador impecable
El pecador impecable és una pel·lícula espanyola de 1987 dirigida per Augusto Martínez Torres. El guió és basat en la novel·la de Manuel Hidalgo i s'inscriu en la tradició de la comèdia espanyola de finals dels anys setanta (landisme).

## Argument
Honorio Sigüenza és un home d'uns quaranta anys que durant molts anys ha patit la tirania de la seva mare. Quan mor la seva mare, es transforma radicalment i es dedica a viure les aventures amoroses que no havia viscut fins aleshores per desesperació de la seva cosina Beni, que sempre havia esperat casar-se amb ell algun dia.

## Repartiment
- Alfredo Landa - Honorio
- Chus Lampreave - Beni
- Julieta Serrano - María
- Rafaela Aparicio - Aurora
- Queta Claver - Mercedes
- Diana Peñalver - Sabina

## Palmarès cinematogràfic
II Premis Goya
| Categoria | Persona                             | Resultat  |
| --------- | ----------------------------------- | --------- |
| Millor so | Carlos Faruolo Enrique Molinero Rey | Candidats |